# Literaturjahr 1514
Liste der Literaturjahre

◄◄ | ◄ | 1510 | 1511 | 1512 | 1513 | Literaturjahr 1514 | 1515 | 1516 | 1517 | 1518 | ► | ►►

Weitere Ereignisse
Dieser Artikel behandelt das Literaturjahr 1514.

## Ereignisse

### Wissenschaftliche Werke

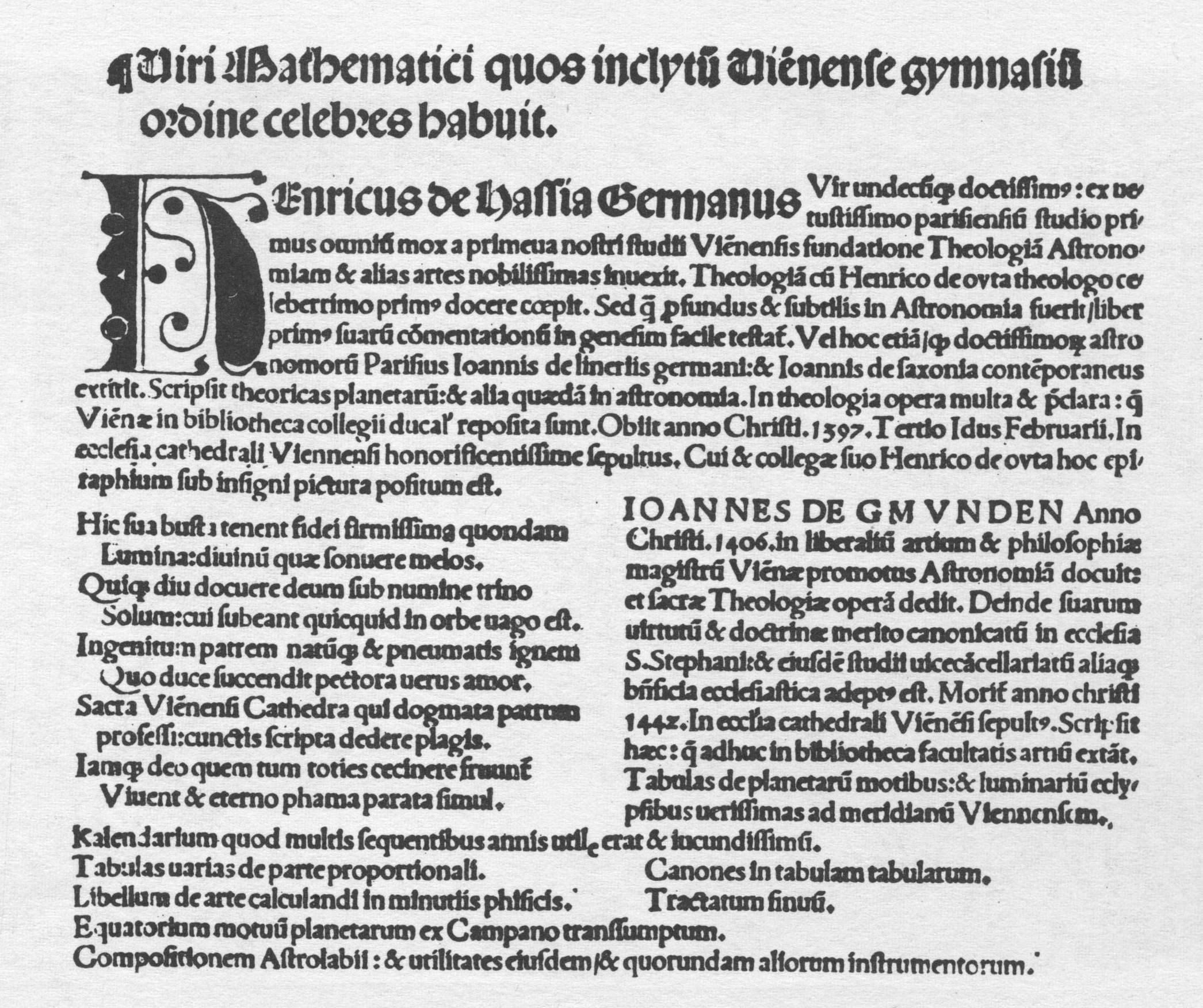
Obere Hälfte der ersten Seite der Viri Mathematici

- 13. April: Georg Tannstetter veröffentlicht das Werk Viri Mathematici quos inclytum Viennense gymnasium ordine celebres habuit. In diesem frühen Ansatz der Wissenschaftsgeschichte werden die von 1384 bis zu diesem Zeitpunkt in Wien tätigen Astronomen und Mathematiker ausführlich dargestellt. Bei fünf von ihnen präsentiert Tannstetter umfangreiche Listen ihrer Werke, nämlich bei Johannes von Gmunden, Georg von Peuerbach, Johannes Regiomontanus, Johannes Stabius und Andreas Stiborius – von zuletzt Genanntem werden außerdem die in seiner Bibliothek befindlichen Bücher genannt. Insgesamt erscheinen in den Viri Mathematici ungefähr 170 Buchtitel zu überwiegend mathematischen und astronomischen Themen.

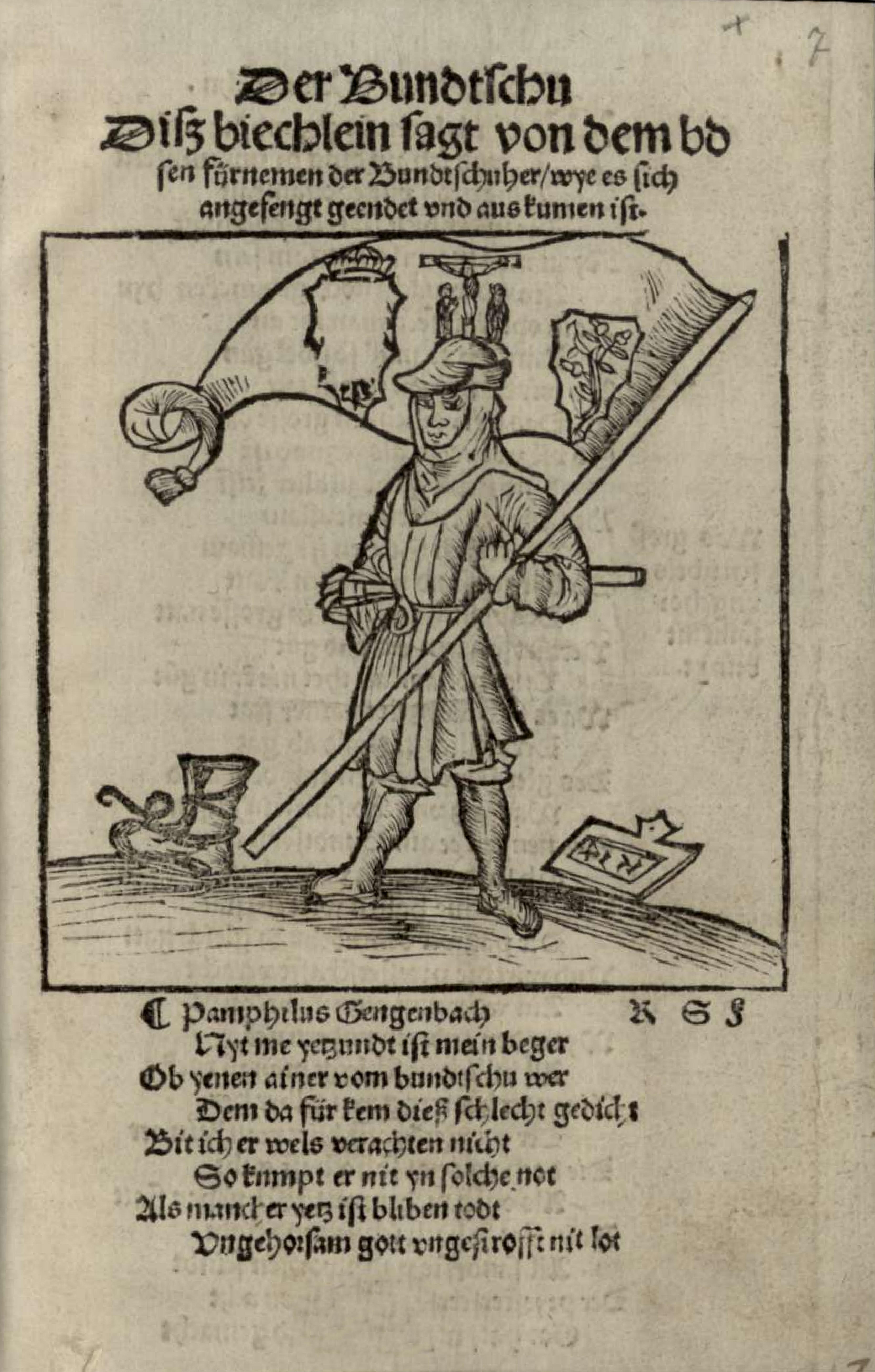
Der Bundtschu

- In dem Werk Der Bundtschu berichtet der Buchdrucker Pamphilus Gengenbach über die Bundschuh-Bewegung und den Bauernaufstand unter Joß Fritz.
- Symphorien Champier verfasst Periarchon, id est de principiis Platonicarum disciplinarum omniumque doctrinarum.

### Religion
- Im Streit mit Johannes Pfefferkorn über den Talmud veröffentlicht Johannes Reuchlin Epistolae clarorum virorum (Briefe berühmter Männer), in denen Humanisten wie Ulrich von Hutten, Crotus Rubeanus, Mutianus Rufus und Helius Eobanus Hessus für seinen Standpunkt Partei ergreifen.

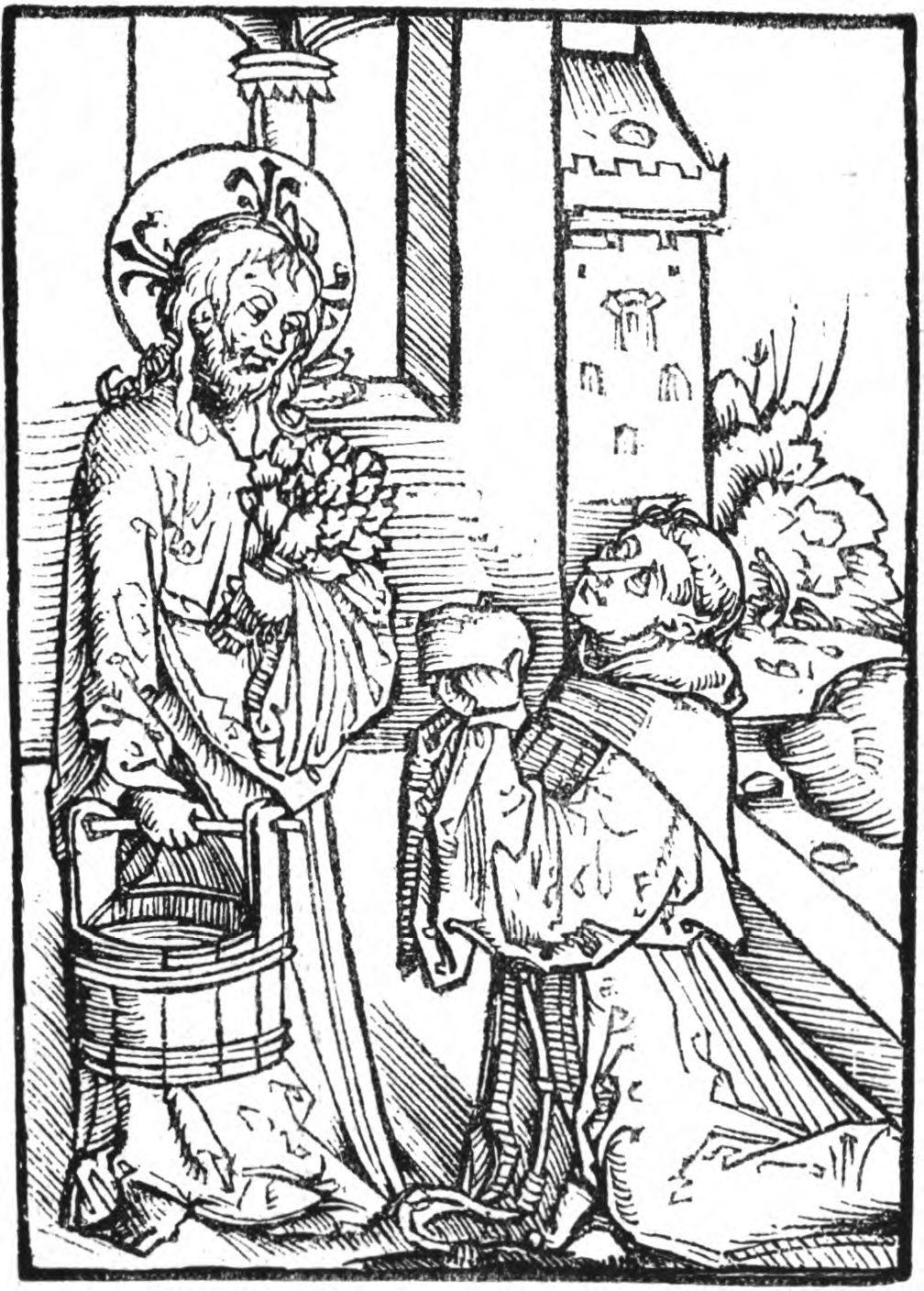
Murner mit Christus als Bademeister

- Der Franziskaner Thomas Murner, poeta laureatus des Jahres 1505, veröffentlicht das Werk Ein andechtig geistliche Badenfahrt. Darin beschreibt er eine symbolische Badekur, in der Jesus Christus als Bademeister, Murner als Patient und das Bad als Allegorie für die Buße dargestellt sind.

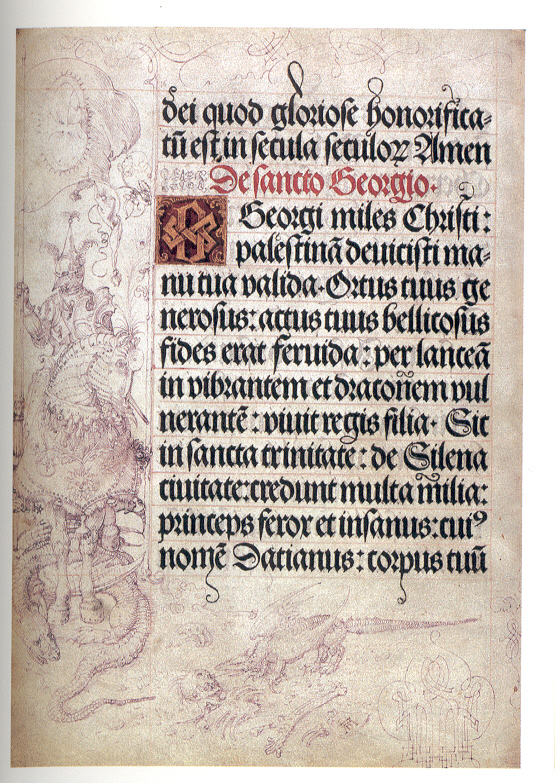
Gebet zum Heiligen Georg
mit einer Randzeichnung
von Albrecht Dürer

- Das Gebetbuch Maximilians I. wird vom kaiserlichen Hofdrucker Johann Schönsperger d. Ä. in Augsburg auf Pergament gedruckt. Das Gebetbuch enthält eine Sammlung verschiedener Psalmen, Hymnen, Evangelien und Gebete in lateinischer Sprache. Auf Wunsch Maximilians ist der Druck, der nach Vorlagen aus der kaiserlichen Kanzlei von Vinzenz Rockner entworfen worden ist, einer Handschrift ähnlich. Die Schrift gilt als Vorstufe der Fraktur. Das gedruckte Schriftbild ist ergänzt durch mit der Hand ausgeführte Schnörkel. Die farbige Liniierung sowie die zum Teil gemalten Initialen unterstreichen den Eindruck einer Handschrift. Der Druck erfolgt in zehn Exemplaren, von denen fünf heute noch erhalten sind. Ein einziges Exemplar wird von sieben führenden Künstlern der Zeit mit Randzeichnungen versehen, darunter Hans Burgkmair, Hans Baldung, Lucas Cranach d. Ä., Albrecht Altdorfer und Albrecht Dürer.

### Sonstiges

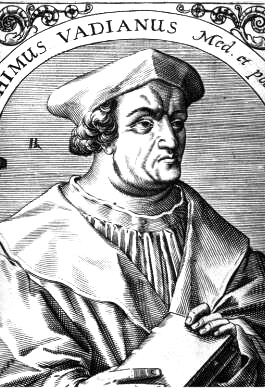
Joachim von Watt

- 12. März: Joachim von Watt aus St. Gallen erhält von Kaiser Maximilian I. die Dichterkrone als poeta laureatus.

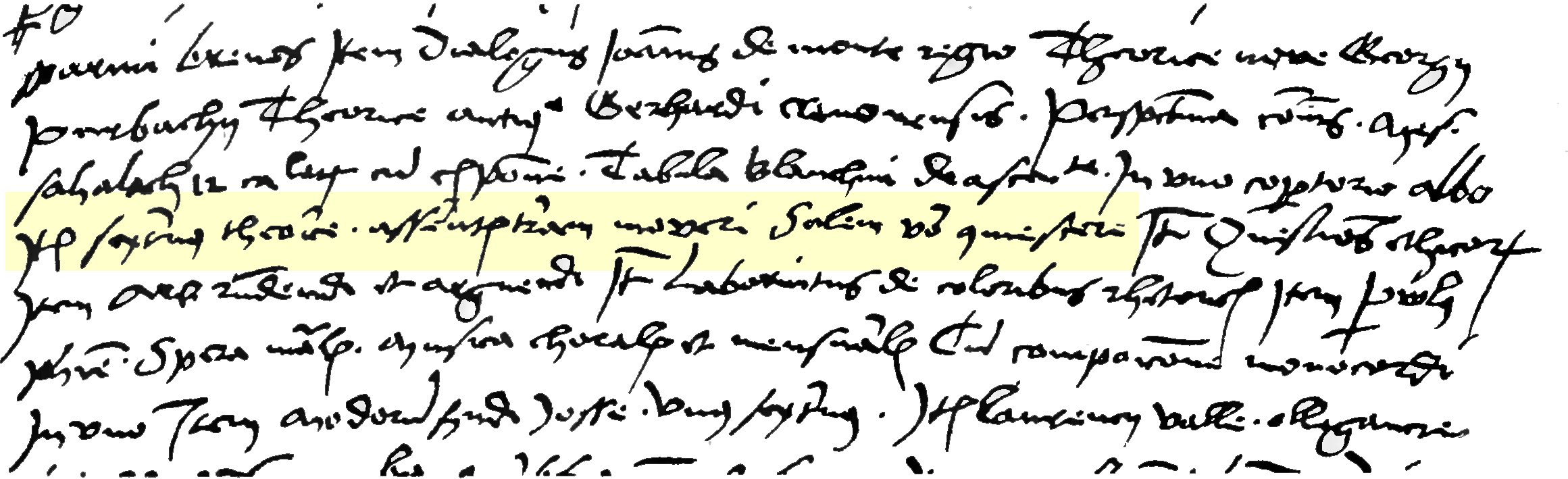
Auszug aus dem Bibliothekskatalog von Matthias von Miechow

- 1. Mai: Der Geograf und Historiker Matthias von Miechow erstellt für die Jagiellonische Bibliothek in Krakau ein Bibliotheksverzeichnis.
- Das reich bebilderte Salbuch des Klosters Naumburg wird angelegt.

- Der Braunschweiger Chronist Hermann Bote verfasst um 1514 das Schichtbuch. Darin berichtet er über die Braunschweiger Schichten, insbesondere den Aufstand des Jahres 1488 unter Ludeke Hollant, den er selbst miterlebt hat.

## Geboren

### Geburtsdatum gesichert
- 1. Januar: Erasmus Flock, deutscher Mathematiker, Astronom, Dichter und Mediziner († 1568)
- 22. Februar: Johannes Gigas, deutscher Reformator, Kirchenlieddichter, Humanist und Pädagoge († 1581)
- 23. März: Lorenzino de’ Medici, italienischer Schriftsteller, Mitglied der Familie Medici († 1548)

- 24. Juni: Johann Baumgart, deutscher lutherischer Theologe, Kirchenlieddichter und Schuldramatiker († 1578)
- 19. Juli: Michael Toxites, deutscher Dichter, Lehrer, Mediziner und Herausgeber medizinischer und alchemistischer Schriften († 1581)

### Geboren um 1514
- Caspar Landsidel, deutscher Pädagoge und Rhetoriker († 1560)

## Gestorben

### Todesdatum gesichert
- 7. März: Řehoř Hrubý z Jelení, böhmischer Schriftsteller, Übersetzer und Humanist (* um 1460)
- 21. März: Johannes Brassicanus, deutscher Gelehrter, Humanist und Grammatiker (* nach 1475)

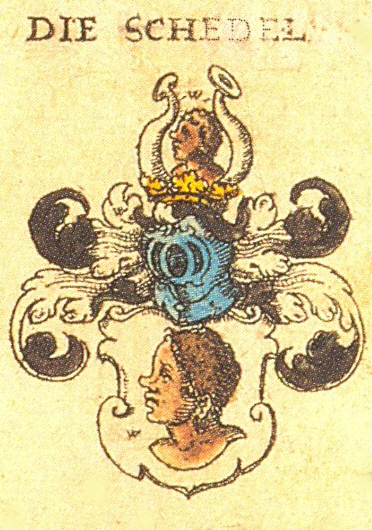
Das Wappen der Schedel

- 28. November: Hartmann Schedel, deutscher Historiker (* 1440)

### Genaues Todesdatum unbekannt
- Georg Glockendon, deutscher Maler, Graphiker und Buchmaler (* unbekannt)